# Conseil de la charte syrienne

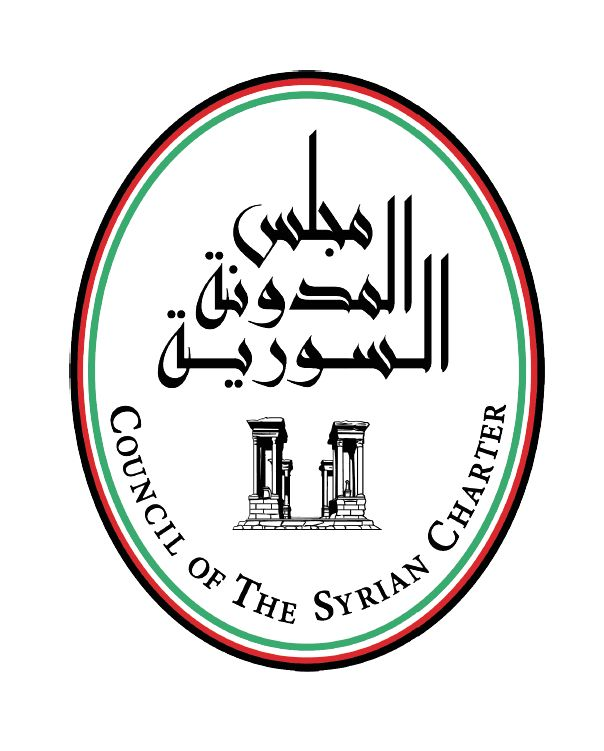
Les armoiries du Conseil de la charte syrienne

Le Conseil de la charte syrienne (en ar مجلس المدونة السورية , Majlis al-mudawanah al-souriah) est un groupement non-partisan qui rassemble des représentants de différents éléments de la société syrienne. Selon plusieurs médias arabes et internationaux il a communiqué son établissement formel en mars 2019 après une réunion constituante à Berlin. 

## Histoire et activités
Le Conseil de la charte syrienne inclut des représentants de haut niveau des diverses communautés ethniques et confessionnelles, notamment des Sunnites, Alaouites, Chrétiens de plusieurs dénominations orientales, Druzes, Ismaélites, Tcherkesses (Adyguéens), Turkmènes, Arabes et Kurdes, ainsi que des notables de Damas, Tartous et Alep. De surcroît, le Conseil compte parmi ses membres fondateurs des chefs de grandes tribus arabes en Syrie, dont Chammars, Aqaidat, Bani Khaled, Naim, Faouara, ‘Anizzah.
Selon les médias, le Conseil de la charte syrienne s’engage dans la médiation et il entretient des relations avec des divers camps politiques, des gouvernements internationaux, et le bureau de l‘envoyé spécial du Secrétaire général des Nations unies pour la Syrie, Geir O. Pedersen.
Le Conseil de la charte syrienne se fonde sur un document qui est devenu connu publiquement sous le nom de « Charte de conduite pour la coexistence syrienne » (mudawanat suluk li-'aich souri muchtarak) ou « Charte syrienne », d’où le nom du Conseil. Ce document a été signé par les membres fondateurs en novembre 2017 en présence d’un notaire allemand à la fin d’environ un an de négociations secrètes et a il été rendu accessible au public en janvier 2018. 
Ce document doit s’entendre comme base d'un nouveau contrat social pour la Syrie. Dans le document, les signataires reconnaissent la diversité et les différences au sein de la population syrienne et exigent en même temps la préservation de l'unité nationale et territoriale du pays. Les fondateurs s'opposent à l'instrumentalisation politique des identités ethniques ou confessionnelles. L'un des articles souvent cités dans la presse est « ni vainqueur, ni vaincu » (la ghalib wa al maghloub) et désigne le peuple syrien dans son ensemble comme étant victime de la guerre. Les signataires exigent également un droit de retour documenté et une indemnisation pour les victimes de la guerre.

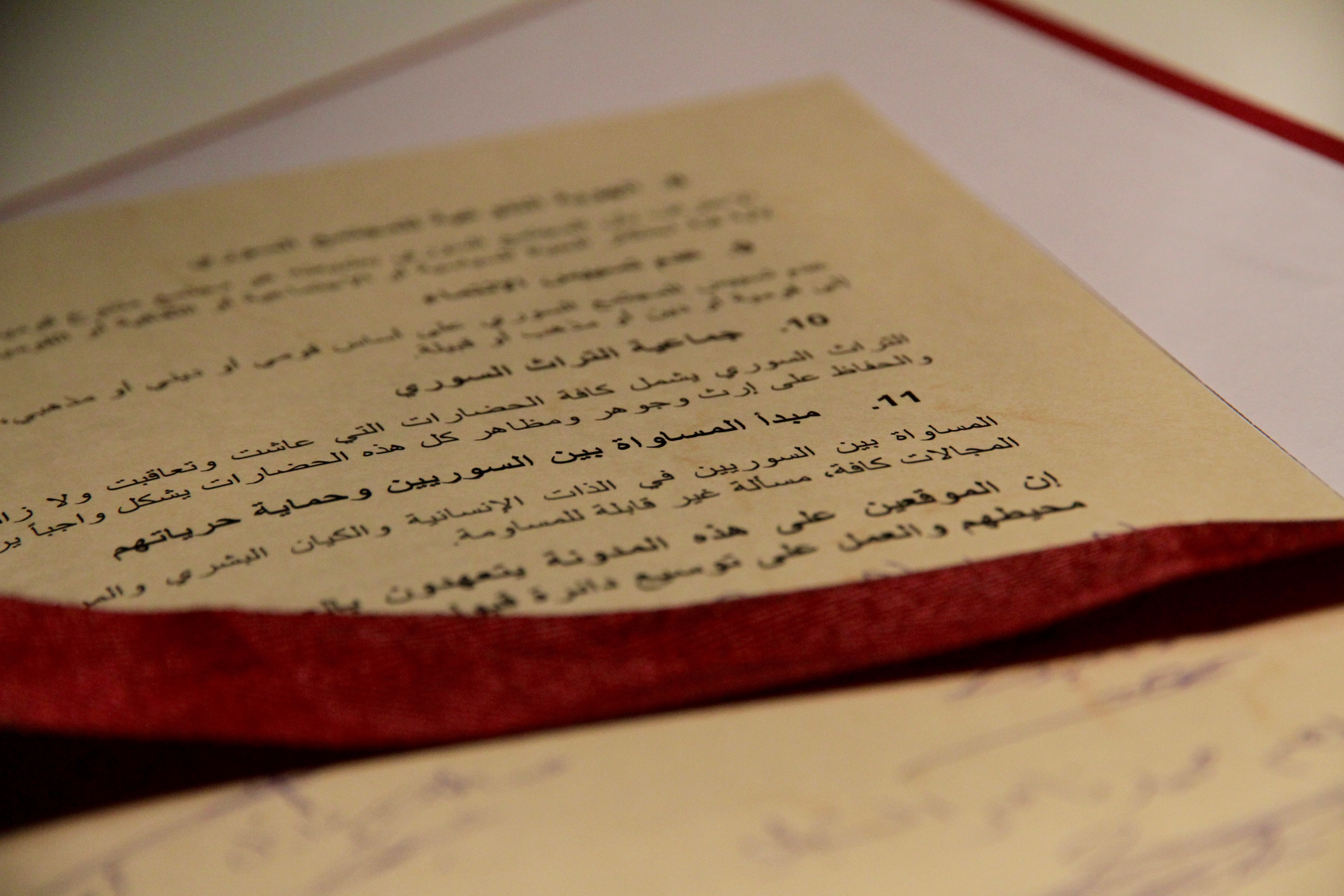
Le document original de la charte syrienne.

Le Conseil de charte Syrienne a tenu ses réunions dans des villes Européennes afin de pouvoir rassembler des Syriens venant du territoire sous contrôle du gouvernement syrien actuel et de la diaspora syrienne. En mars 2019, le Secrétaire d'État au Ministère des affaires étrangères allemand, a répondu à une question parlementaire du parti gauche Die Linke sur le Conseil, que le gouvernement fédéral saluait cette initiative comme une « contribution à la réduction du conflit et au rétablissement de la confiance » entre les différents groupes sociaux en Syrie.
Le journal italien La Repubblica a qualifié la charte du Conseil de « charte pour la paix » en Syrie. L'initiative a suscité un intérêt politique et médiatique, entre autres parce que le Conseil de la charte syrienne comprend non seulement des critiques réputés du régime mais aussi des notables de la communauté religieuse alaouite, à laquelle on attribue souvent une loyauté collective envers le président Bachar al-Assad.
En 2022, le quotidien saoudien Okaz a qualifié l'initiative de «bouleverseur» dans l'impasse des négotiations internationales sur l'avenir de la Syrie. Pedant les événnement aboutissants au renversement du régime syrien dans la nuit du 8 décembre 2024, les membres alaouites du Conseil auraient communiqué « discrètement » avec des forces de l'opposition afin d'établir la confiance et d'éviter des combats violents au moment que les insurgés rejoignent le Governorat de Tartous. 

## Membres et fondateurs

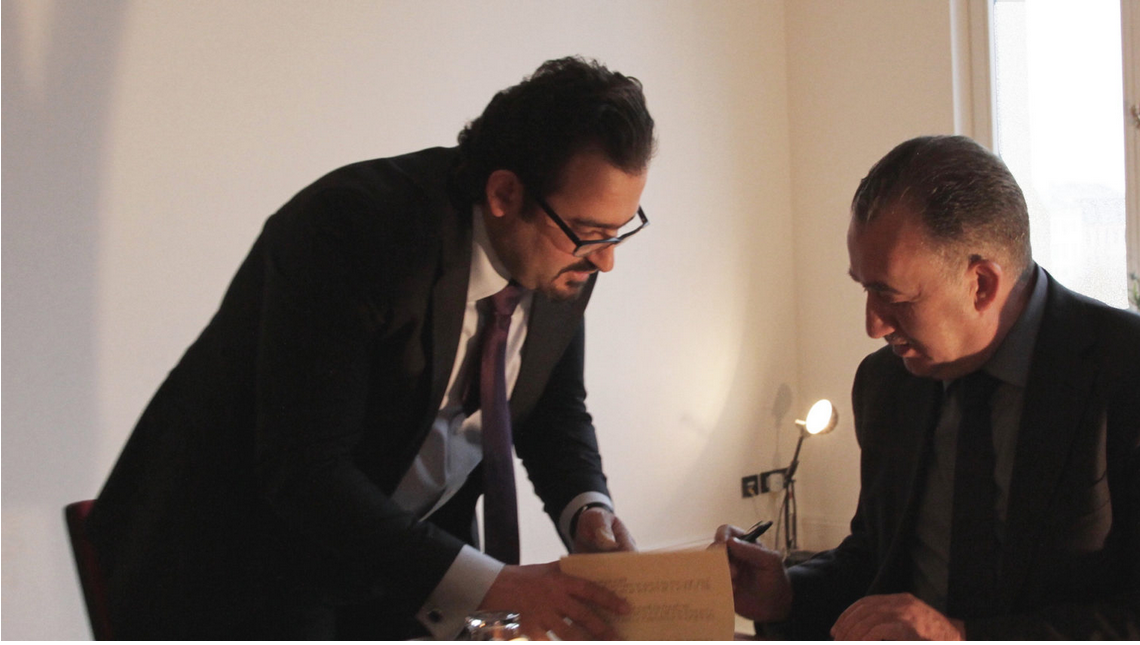
Le cofondateur Mustafa Kayali (à droite) et le juriste Naseef Naeem

Parmi les membres fondateurs du Conseil connus par les médias figurent plusieurs notables syriens, dont l'ancien ambassadeur de Syrie au Royaume-Uni, Sami Khiyami, le cheikh Amir al-Dandal de Bukamal, le cheikh Mamdouh al-Tahan qui est aussi membre du Comité constitutionnel syrien, le dentiste et militant politique Mustafa Kayali d'Alep, l'avocat chrétien Abdallah Rophael, l'activiste Damscène Sima Abd Rabbo, les cheikhs kurdes Ibrahim Ibrahim Pacha et Ahmad Shaheen Al-Barazi, le penseur réformateur islamique Mohamed Habache, la politologue franco-syrienne Bassma Kodmani. Cependant, de nombreux fondateurs et premiers signataires n'ont pas encore rendu leur nom public, notamment pour des raisons de sécurité. Selon une interview accordée à la télévision allemande ZDF, le juriste et spécialiste en droit constitutionnel germano-syrien Naseef Naeem aurait présidé dans les négociations intercommunautaires qui débouchaient sur la signature du document.

## Symbolique

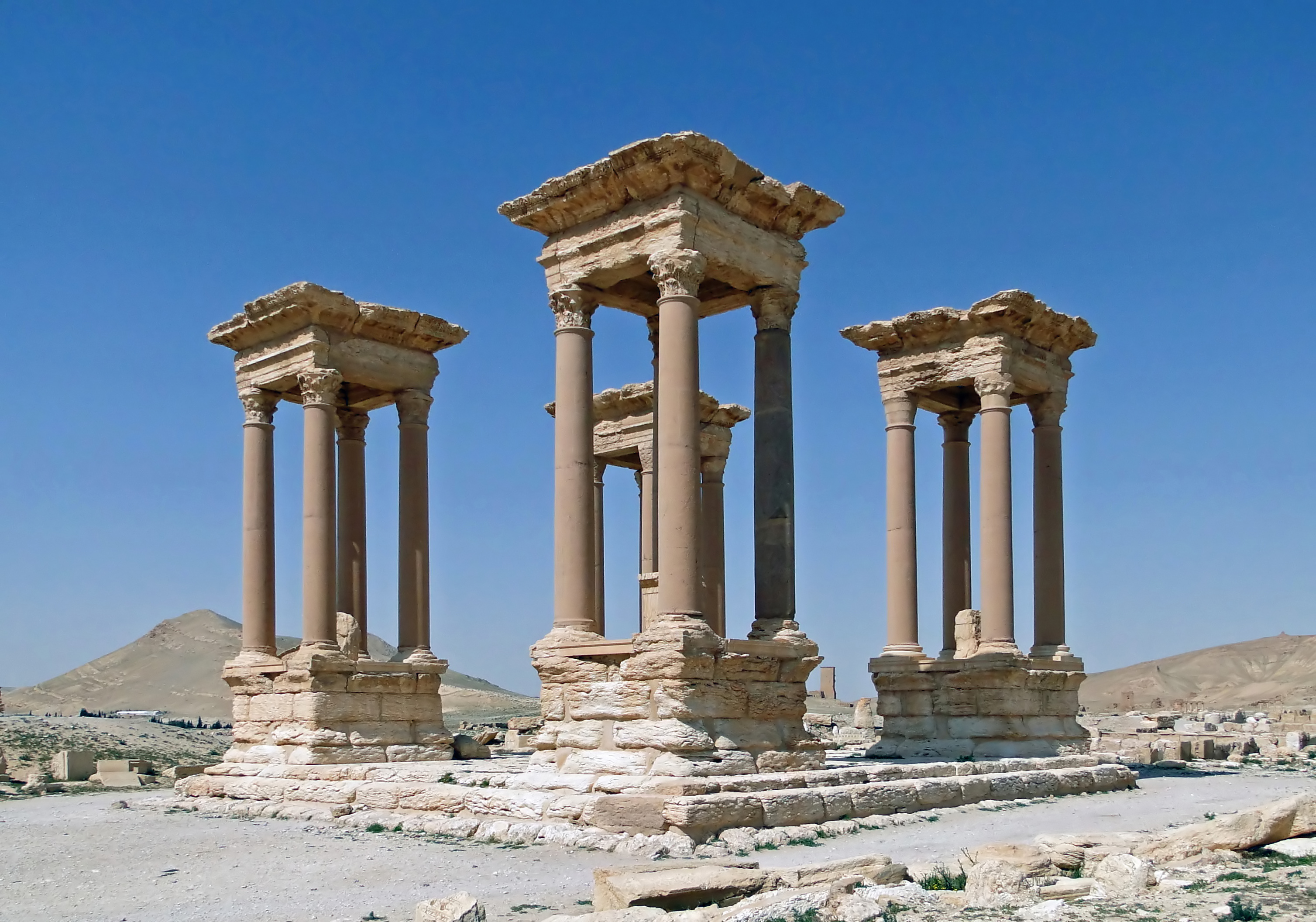
Le Tétrapyle de Palmyre.

Les armoiries du Conseil de la charte syrienne, que l'on peut voir dans certaines proclamations, montrent le Tétrapyle romain de Palmyre, site de patrimoine mondial en Syrie qui a été fortement endommagées pendant la guerre de Syrie, en particulier par les combattants de l'organisation État islamique. Pour le Conseil de la charte syrienne, Palmyre symbolise la diversité et la résilience de la société syrienne. Les couleurs autour semblent d'évoquer le drapeau syrien, leur placement pourrait faire référence au Bloc national, mouvement d'indépendance syrien contre le Mandat français.